# هيو هوي
هيو هوي (بالإنجليزية: Hugh Howie)‏ (14 فبراير 1924 بغلاسكو في المملكة المتحدة - 14 يناير 1958) هو لاعب كرة قدم بريطاني في مركز الدفاع. شارك مع منتخب اسكتلندا لكرة القدم. أما مع النوادي، فقد لعب مع نادي هيبرنيان.

## مسيرته الكروية
لعب هيو هوي خلال مسيرته الاحترافية مع نادِ واحدٍ في ثمانية مواسم ولم يسجل خلالها أي هدف ضمن 139 مباراة. ولم يفز بأي موسم بالكأس وفاز في ثلاثة مواسم بالدوري.
خاض هيو هوي مسيرته مع نادي هيبرنيان في موسم 1946–47 ليلعب معه ثمانية مواسم، مشاركًا في 139 مباراة ولم يسجل أي هدف.

## وصلات خارجية
- هيو هوي على موقع الاتحاد الإسكتلندي (الإنجليزية)
- هيو هوي على موقع قاعدة بيانات كرة القدم.إي يو (الإنجليزية)
- هيو هوي على موقع ناشيونال فوتبول تيمز (الإنجليزية)